# Экологический туризм в России
Экологический туризм в России — часть туризма в России, для которой основным туристским ресурсом являются естественная природная среда и её составляющие: элементы ландшафта, биологическая часть экологических систем, пейзажи и прочие компоненты.
В России представляет собой развивающееся направление в индустрии туризма — хотя Россия занимает первое место в мире по площади особо охраняемых природных территорий, экотуризм, на начало 2020-х, составляет лишь 2 % от всей туриндустрии.
Государственное регулирование экологического туризма в Российской Федерации не выделено в отдельную сферу и решается в рамках общего развития туристской сферы местными администрациями через комитеты по туризму и иные органы, имеющие отношение к туристской деятельности. Порядок посещения особо охраняемых природных территорий туристами регулирует федеральный закон «Об особо охраняемых природных территориях».

## История
В России появление термина «экологический туризм» относится ко второй половине 1980-х годов, когда Бюро международного молодёжного туризма «Спутник» Иркутского обкома ВЛКСМ разработало несколько туристских маршрутов в прибрежной зоне озера Байкал: «Экотур по Кругобайкальской железной дороге», «Экотур по долине реки Голоустной» и другие. Эти маршруты были добавлены в каталог Бюро международного молодёжного туризма «Спутник» под названием «маршруты экологического туризма», что подразумевало, что эти маршруты оборудованы таким образом, чтобы присутствие туристов минимально отражалось на природной среде. Также при организации маршрутов «Спутник» сотрудничало с боевой студенческой дружиной им. Улдиса Кнакиса факультета охотоведения Иркутского сельскохозяйственного института — экологическим движением, которое в то время зарождалось на Байкале.
В 1990-е годы развитие экологического туризма в стране замедлилось, в связи с сокращением государственного финансирования туризма и перенаправлением туристских потоков в сторону выездного туризма, что было вызвано политическими и экономическими изменениями в России.
В 1995—1996 гг. началась реализация экологических туристских проектов на Дальнем Востоке и Северо-Западе. На Дальнем Востоке России по проекту Всемирного фонда дикой природы (WWF) и Агентства США по международному развитию (USAID) была начата поддержка экологического туризма на особо охраняемых природных территориях, в том числе в заповедниках. В ходе реализации проектов по развитию экологического туризма с целью развития экотуристской деятельности в системе особо охраняемых природных территорий и оказания теоретического и практического содействия продвижению в России международной концепции экологически устойчивого туризма был создан Фонд развития экологического туризма «Дерсу Узала». В 1998—2001 годах Фонд развития экотуризма «Дерсу Узала» применил полученный опыт в заповедниках и национальных парках Хабаровского края и Амурской области, Алтая-Саянского региона, Северного Кавказа в рамках программы «Распространение опыта и результатов» (РОЛЛ) Института устойчивых сообществ (ISC) на средства Агентства США по международному развитию.
Также в Водлозерском национальном парке на Северо-Западе России в рамках программы «Техническая помощь СНГ» (ТАСИС) был разработан план развития экологического туризма.
В 2000 году Министерство природных ресурсов Российской Федерации утвердило «Основные направления деятельности государственных природных заповедников на период до 2010 года», а в 2003 году «Основные направления развития системы государственных природных заповедников и национальных парков в Российской Федерации на период до 2015 года». В данных нормативных правовых актах была предложена программа действий, необходимых для развития познавательного экологического туризма на особо охраняемых природных территориях.
В 1999—2001 гг. в Приморском, Хабаровском краях и Амурской области действовала Программа развития экологического туризма как способа сохранения биологического разнообразия Дальневосточного экологического региона, осуществляемая Всемирным фондом дикой природы при финансовой поддержке Агентства США по международному развитию. На осуществление программы было потрачено 600 тысяч долларов США. В рамках программы поддерживались 17 проектов государственных и общественных организаций, развивающих систему особо охраняемых природных территорий и была существенно развита инфраструктура Ханкайского, Лазовского, Большехехцирского, Хинганского, Комсомольского, Болоньского заповедников. В буферных зонах заповедников, а также в других природоохранных территориях для туристов были проложены экологические тропы, построены 10 гостевых баз, закуплено оборудование. В бассейнах рек Самарги и Хор национальные удэгейские родовые общины поселков Агзу и Гвасюги получили возможность развития экологического туризма. В рамках развития подводного туризма были обследованы подводные маршруты, которые считались перспективными. В Хабаровском крае, на базе Большехехцирского заповедника и Центра реабилитации диких животных «Утес» организована постоянно действующая школа для обучения профессиональных гидов-проводников.

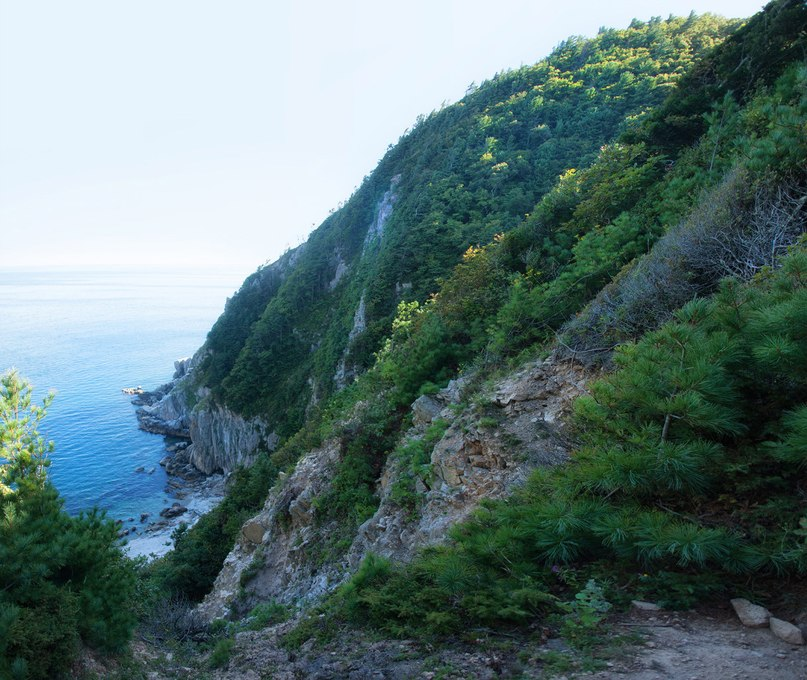
Лазовский заповедник
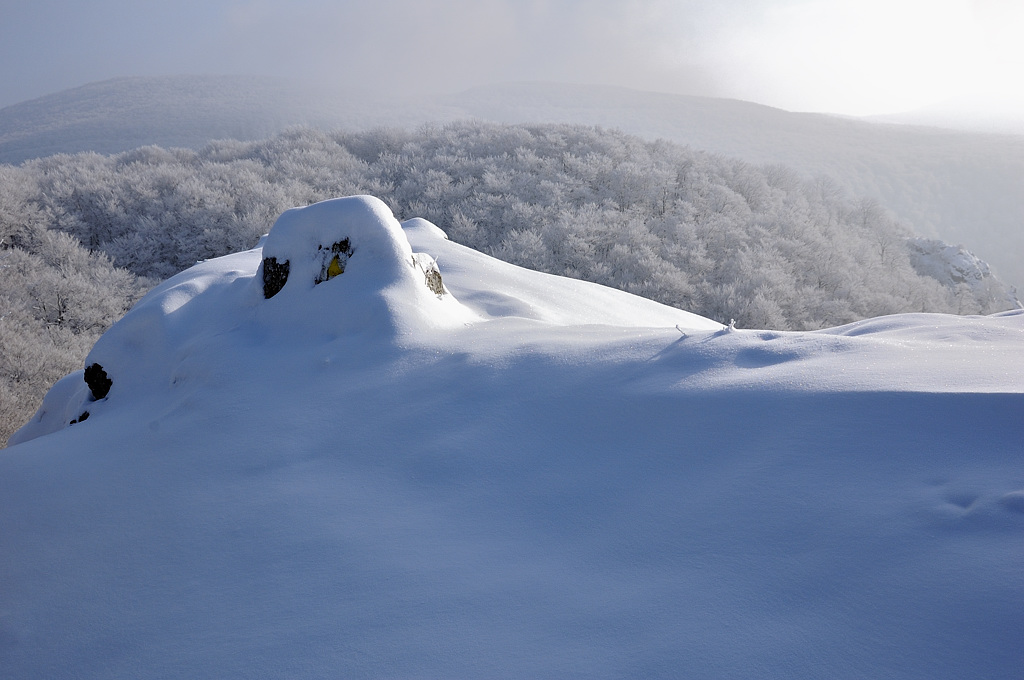
Большехехцирский заповедник
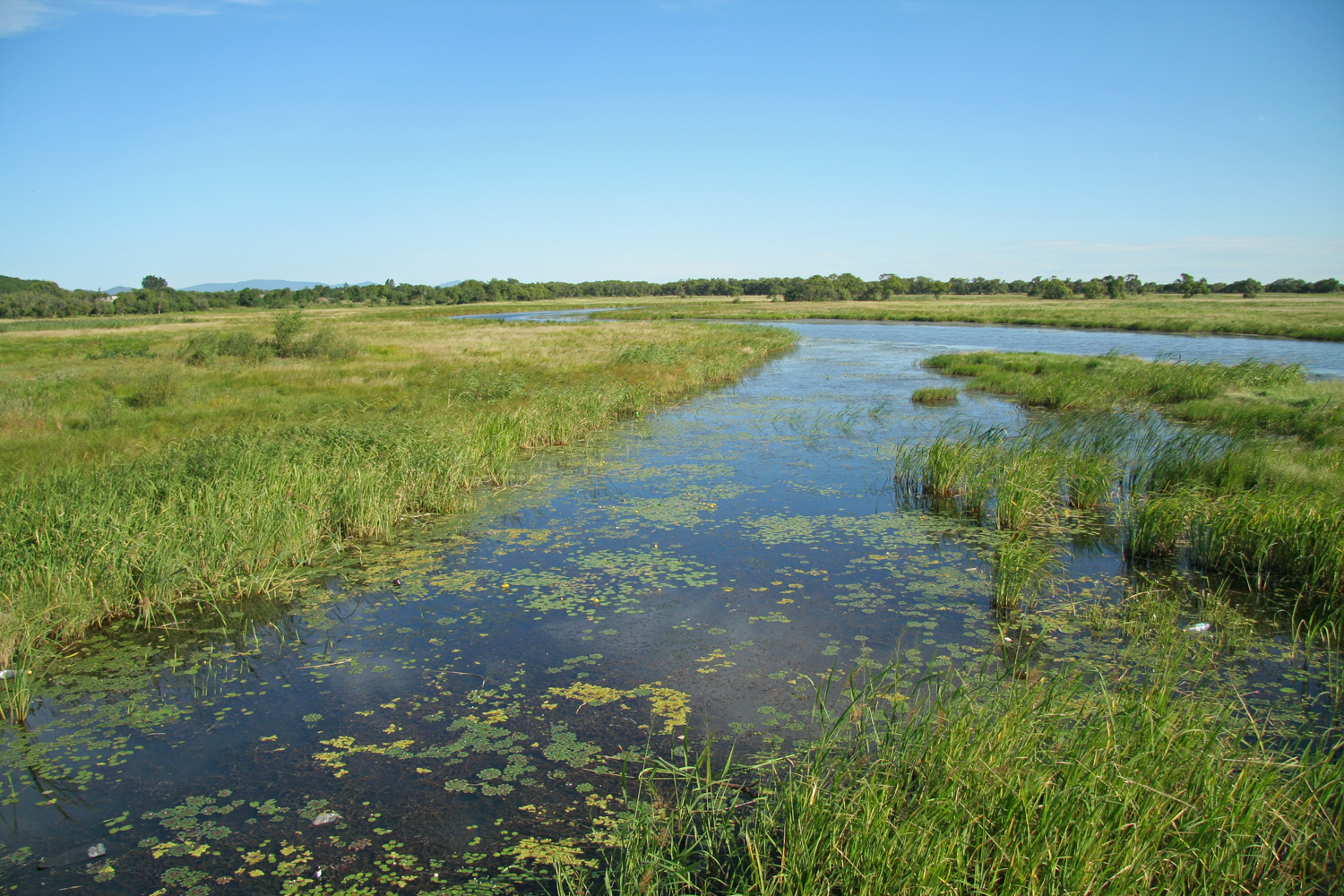
Ханкайский заповедник
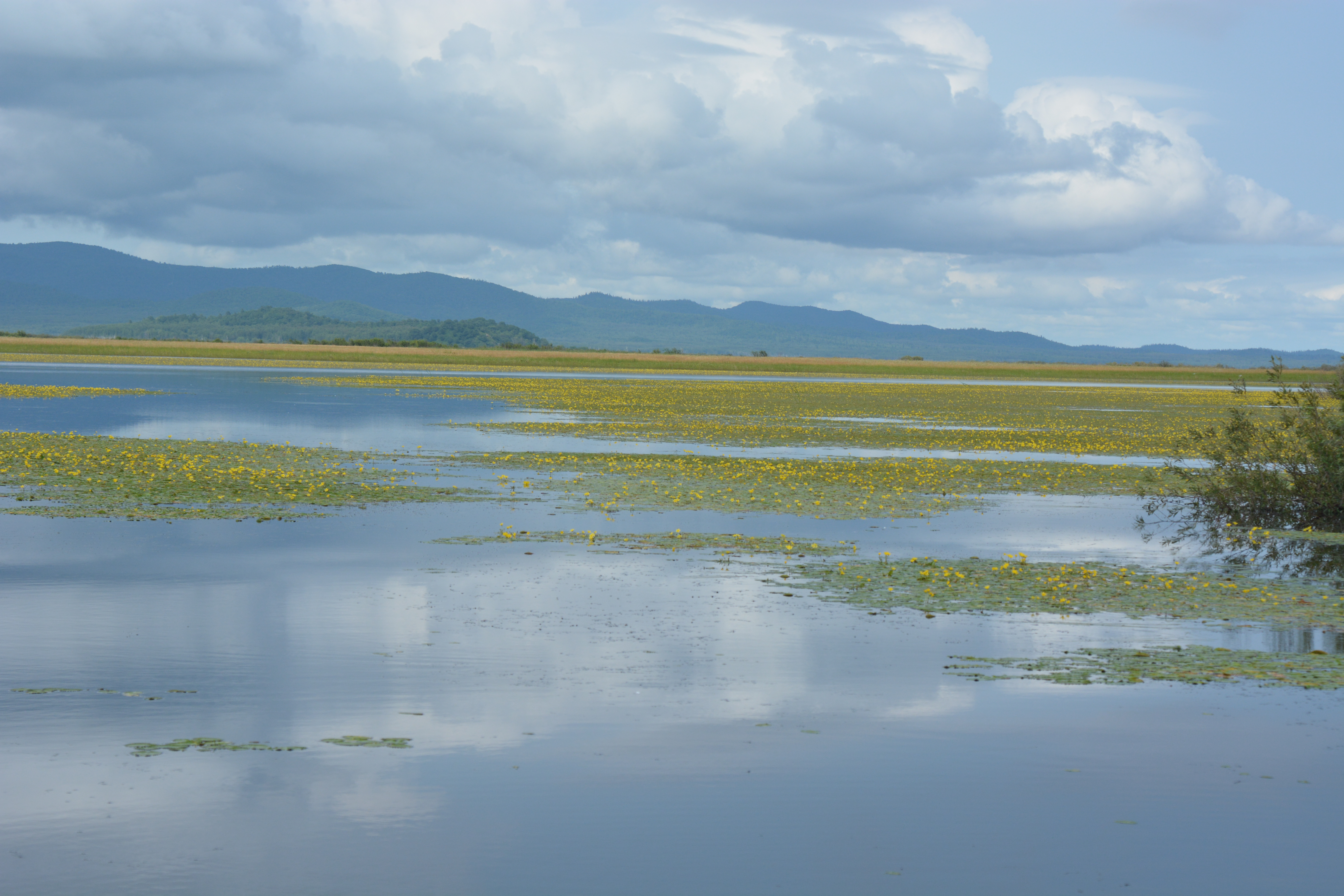
Болоньский заповедник
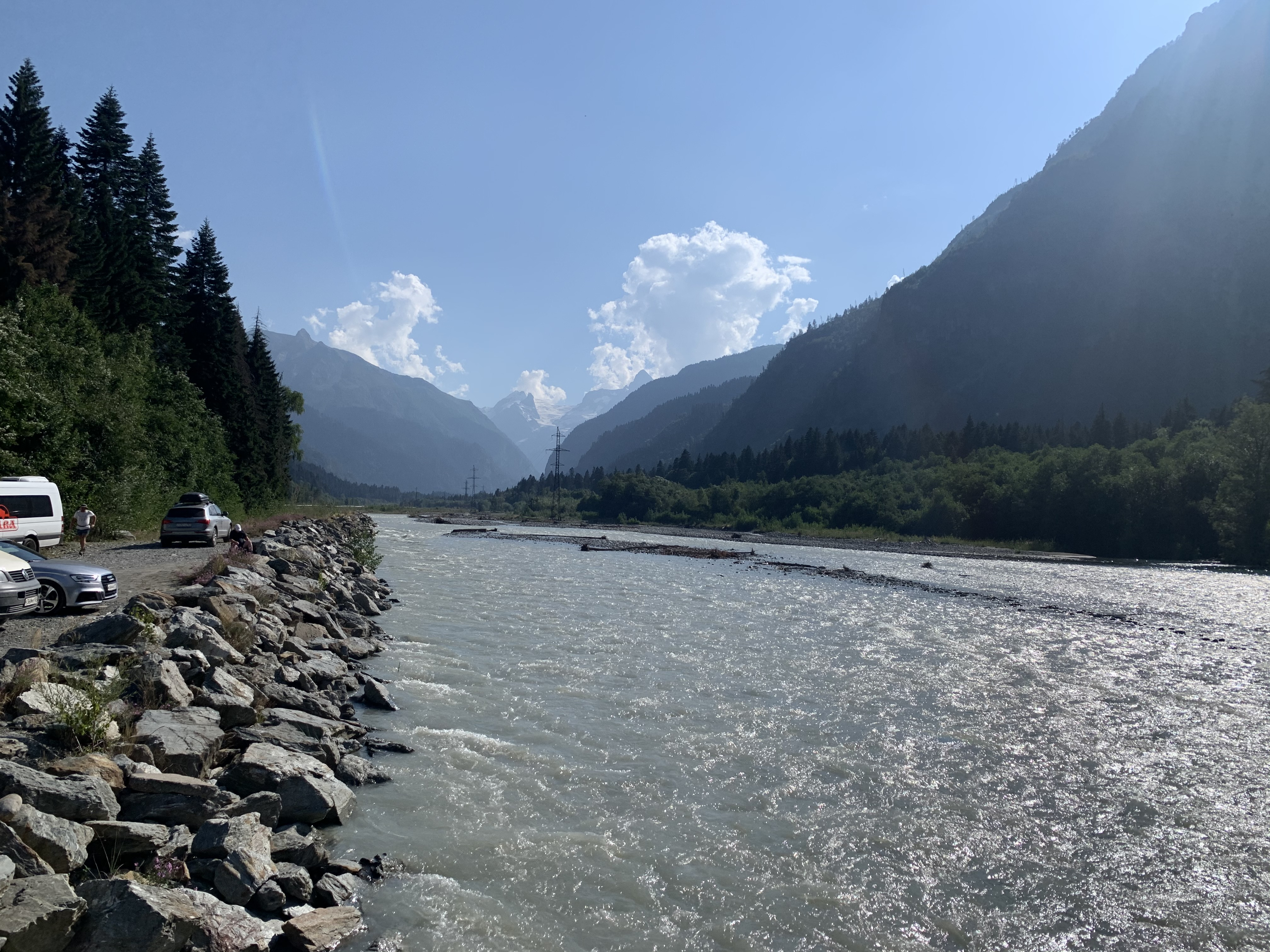
Река Теберда

Осенью 2001 года был проведен организационный съезд Российской ассоциации экологического туризма (РАЭТ), целью которой является поддержка и развитие экологического туризма и объединение организаций, занимающихся сохранением природы Российской Федерации. В состав РАЭТ вошли ассоциации заповедников и национальных парков, общественные организации и туристские фирмы.
В первой половине 2010-х годов в плане экологического туризма получили развитие Алтайский край, Иркутская область и Бурятия. С 2010 по 2016 год число туристов в Алтайском крае выросло в 1,5 раза и составило 2,05 млн человек. В Иркутской области с 2010 по 2016 год число туристов выросло в 2,2 раза и составило 1,5 млн. В Бурятии с 2014 по 2016 год число туристов выросло в 1,5 раза и составило 8,2 тыс. человек. В этих
регионах были созданы туристские кластеры и особые экономические зоны туристско-рекреационного типа. В Алтайском крае действует как курорт федерального значения туристско-рекреационный кластер «Белокуриха», который поддерживается федеральной целевой программой «Развитие внутреннего и въездного туризма на 2011—2018 годы», а также реализуется новый проект «Белокуриха-2». В Иркутской области и Бурятии на берегу озера Байкал созданы два туристических кластера и особые экономические зоны туристско-рекреационного типа: «Ворота Байкала» и «Байкальская гавань».
С 2011 года Министерство природных ресурсов и экологии Российской Федерации активно финансировало постройку гостиниц, визит-центров, обустройство экологических троп в российских заповедниках и национальных парках. Объём финансирования составлял миллиарды рублей в год. Благодаря этому заповедникам удалось привлечь больше посетителей.
Во второй половине 2010-х годов вопросы развития экологического туризма получили необходимую концептуальную и правовую основу, путем внесения изменений и дополнений в законодательство касающихся данной сферы.
С 2017 года был запущен государственный проект «Дикая природа России: сохранить и увидеть» с целью развития экологического туризма, сохранения и восстановления популяции редких животных на 22 особо охраняемых природных территориях.
В 2018 году в Сочи прошла международная конференция «Экологический туризм: глобальный вызов и открытие России» на которой авторитетные российские и западные эксперты обсуждали развитие экологического туризма в России. По словам участников конференции Россия может стать мировым лидером в сфере экологического туризма, так как обладает огромными нетронутыми природными территориями, но по количеству визитов отстает от Соединенных Штатов Америки в 25 раз. Развитию данной сферы препятствуют недостаточная транспортная доступность, не очень эффективное нормативно-правовое регулирование и недостаточно развития инфраструктура.

## Дестинации
В качестве дестинаций[неизвестный термин] экологического туризма могут быть выбраны как нетронутые хозяйственной деятельностью ландшафты, так и особо охраняемые природные территории. В России есть предпосылки для развития обоих вариантов, так как страна обладает большими пространствами почти нетронутых ландшафтов, но при этом имеет разветвленную сеть особо охраняемых объектов и территорий (ООПТ):
97 природных заповедников,
36 национальных парков общей площадью около 7 000 000 га (0,4 % площади России),
11 из ООПТ внесены число объектов Всемирного природного наследия ЮНЕСКО.
Однако, в Российской Федерации сформировалась тенденция в официальной общероссийской статистике экологическими туристами считать посетителей национальных парков и заповедников, а экологический туризм с целом соотносить с посещением особо охраняемых природных территорий. С этим связано то, что федеральные и региональные особо охраняемые природные территории становятся главными дестинациями экологического туризма.
Большей частью российских туристов посещаются: Кисловодский национальный парк, Сочинский, Куршская коса, Плещеево озеро и Приэльбрусье — на эти места приходится до 70 % всех туристов.
Для посетителей в национальных парках и буферных зонах заповедников развивается инфраструктура: строятся музеи, визит-центры и средства размещения, оборудуются экологические тропы и места для установки палаточных лагерей. Ряд российских особо охраняемых природных территорий официально оформили себе статус туристических операторов и предоставляют практически весь комплекс туристических услуг самостоятельно. Развитие экологического туризма на базе имеющейся сети особо охраняемых природных территорий имеет высокие экономические перспективы за счет того, что на начальном этапе требует значительно меньше капиталовложений в развитие инфраструктуры и организационных затрат. В то же время существуют законодательные ограничения при организации экологического туризма в особо охраняемых природных территориях, они ограничивают места для строительства гостиниц, поток посетителей по маршрутам и площадь заповедника, которую можно использовать для туризма.
Суммарная численность посетителей на особо охраняемых природных территориях возрастает. Например, если в 2005 году она составляла 1,4 млн человек, то к 2015 году она выросла в 3,5 раза и составила 4,9 млн человек,
в 2016 году посещаемость российских заповедников и национальных парков достигла 8,8 млн человек.
В 2017 году заповедники России посетили 11,8 миллиона туристов, а национальные парки — 544 тысяч.
Национальные парки и заповедники России являются привлекательными дестинациями не только для внутреннего, но и для въездного туризма: в 1998 году с целью экологического и этнического туризма посетили около 16 тыс. иностранных туристов, а в 1999 году уже 21 400. При анализе статистики посещений стоит учитывать, что большая их часть приходится на ООПТ прилегающих к мегаполисам или являющихся частью известных курортов. Кроме того в статистику включены любители горнолыжного спорта и отдыха на природе, который не всегда можно отнести к сфере экологического туризма, с другой стороны, дирекция национальных парков и заповедников ведет строгий учёт только организованных групповых посещений.

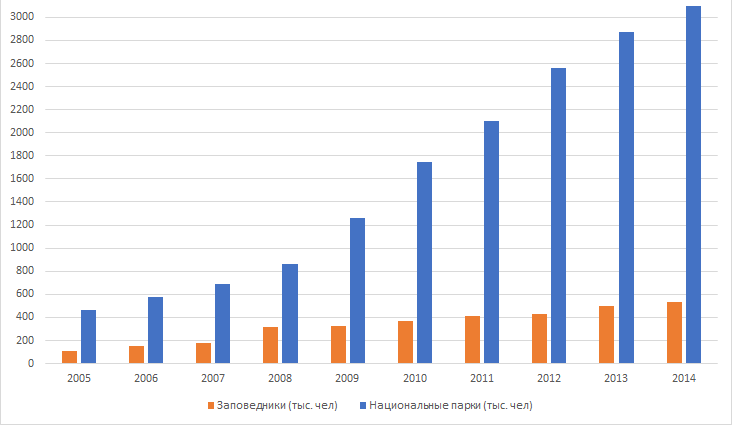
Динамика посещения ООПТ России организованными туристами в 2005—2014 годах

Наиболее популярными у туристов национальными природными парками России являются: «Лосиный остров» (Москва и Московская область), Сочинский (Краснодарский край), Прибайкальский (Иркутская область), «Куршская коса» (Калининградская область), «Приэльбрусье» (Кабардино-Балкария), «Шушенский бор» (Красноярский край), «Кандры-Куль» (Башкирия), «Русский Север» (Вологодская область), «Хвалынский» (Саратовская область) и «Нижняя Кама» (Татарстан).
Наиболее популярными у туристов биосферными заповедниками России являются: «Столбы» (Красноярский край), Тебердинский (Карачаево-Черкесия), Кавказский (Адыгея, Карачаево-Черкесия и Краснодарский край), Алтайский (Алтай), Ильменский (Челябинская область), Приокско-Террасный (Московская область), Жигулёвский (Самарская область), «Кивач» (Карелия), «Шульган-Таш» (Башкирия) и Окский (Рязанская область).
Однако популярность национального парка «Лосиный остров» у москвичей и заповедника «Столбы» у красноярцев большей частью обусловлена массовой рекреацией выходного дня, чем туризмом.
Одним из популярных видов экологического туризма является конный туризм. Он развивается более тридцати лет в регионах, где разведение лошадей является традиционным для населения — на Алтае, в Башкирии, Бурятии, Адыгее, Карачаево-Черкесии, Чувашии, Центральной России (Орловская область) и Сибири (Кемеровская область и Красноярский край). Кроме того, появляются новые конные маршруты в Подмосковье, Мурманской и Самарской областях, в предгорных районах Краснодарского края. За период 2010—2015 годов количество конных маршрутов выросло в 2 раза в национальных парках и 1,2 раза в государственных заповедниках и составило наиболее активно увеличивающуюся часть экологических троп и маршрутов на особо охраняемых природных территориях. Ряд факторов положительно влияют на популярность конных маршрутов — увеличение конного поголовья, создание конно-туристских и конноспортивных баз, которые предлагают свои услуги туристам.

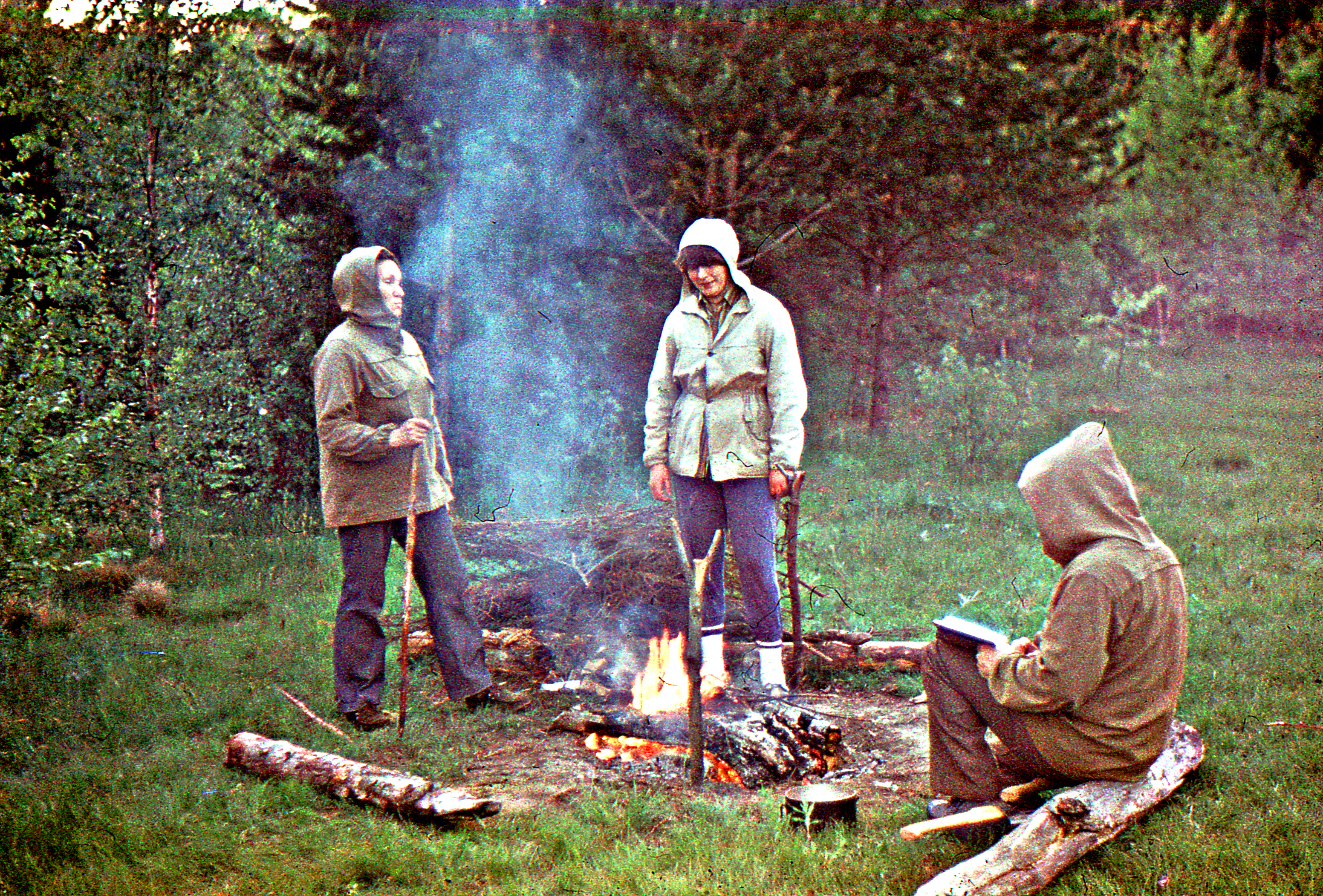
Поход самодеятельных туристов
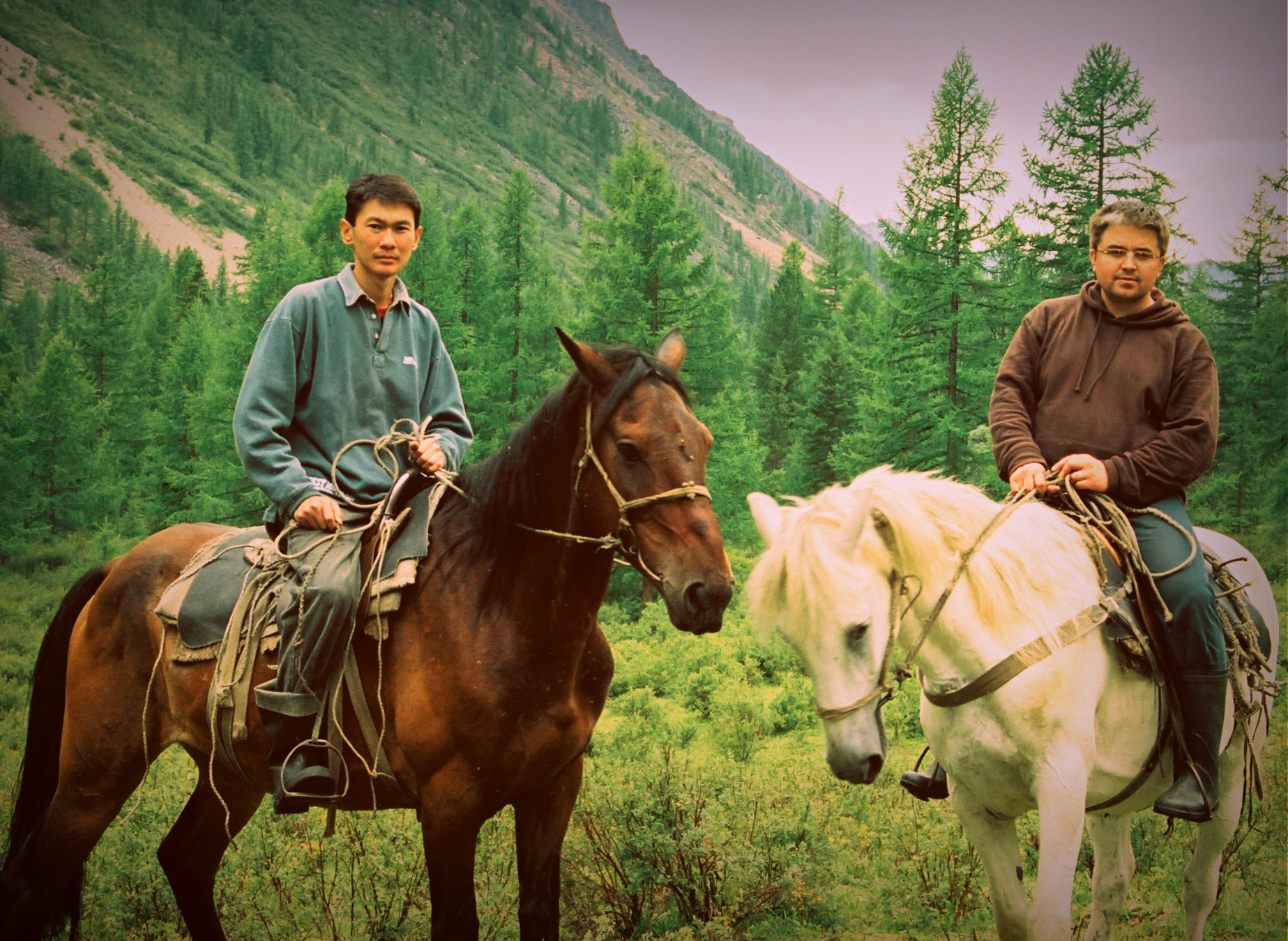
Конная прогулка по окрестностям Хойто-Гола. Окинский район Бурятии, Забайкалье.
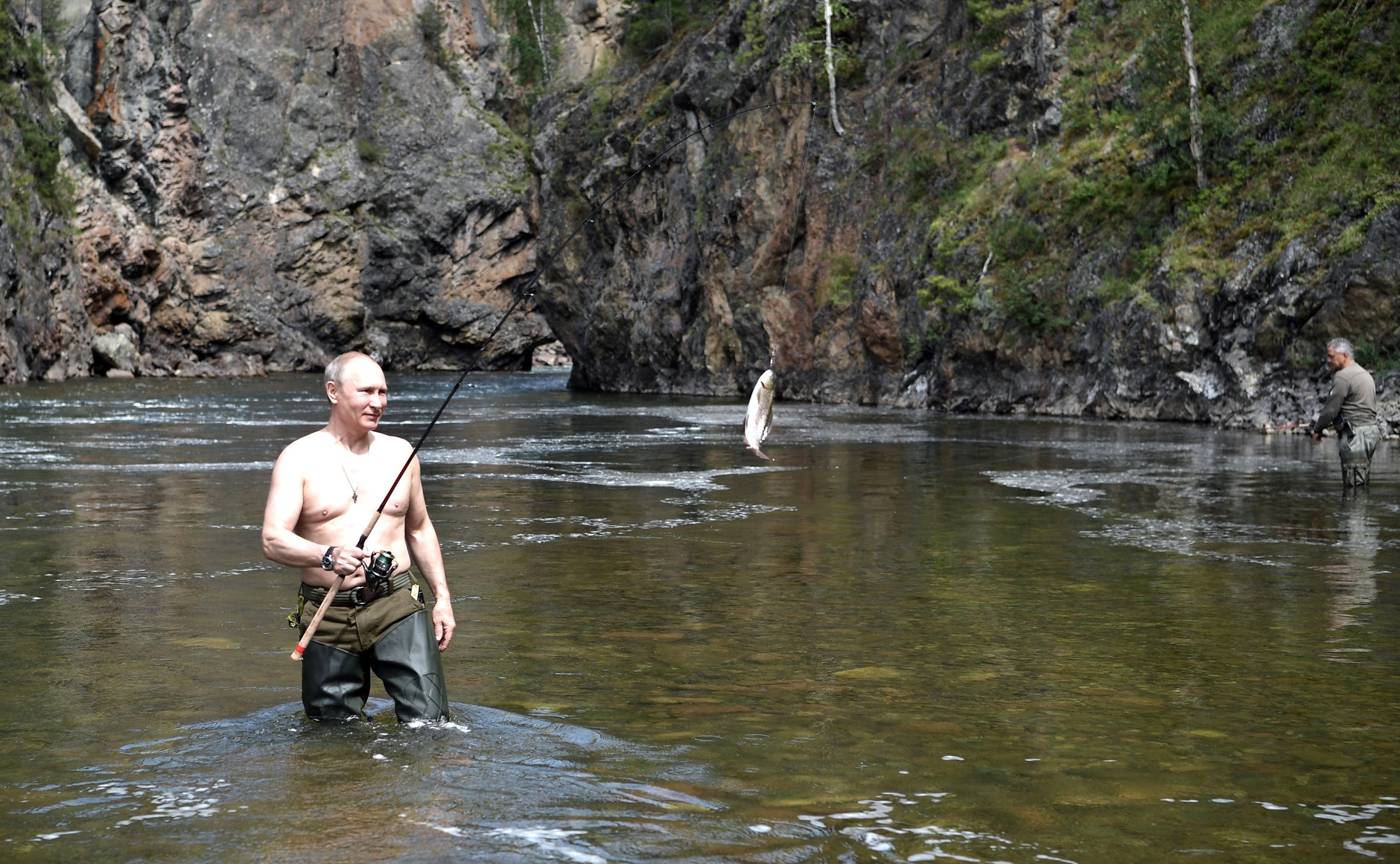
Рыбалка в республике Тыва
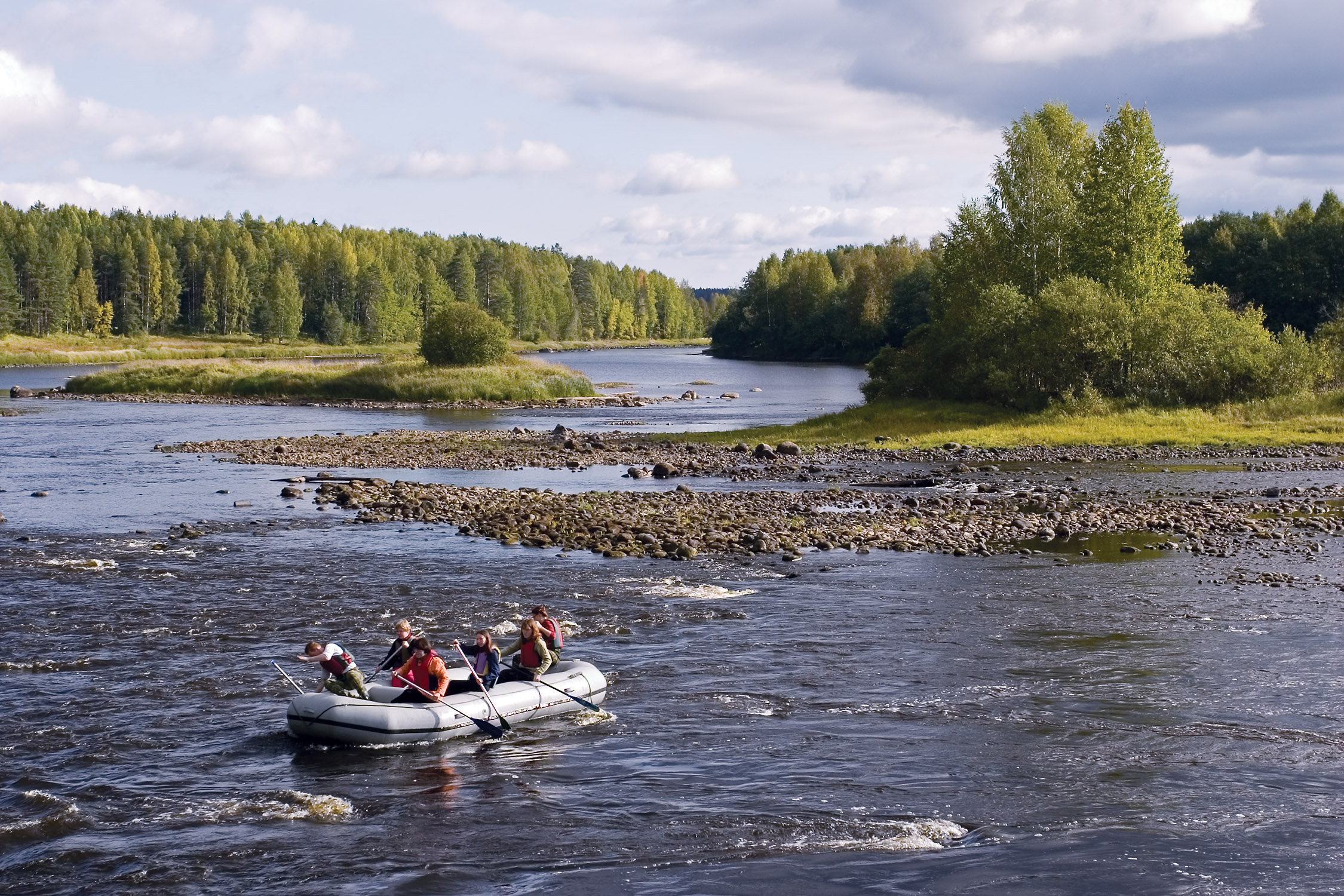
Рафтинг в Карелии на реке Шуя